# 艾因賈塞爾
35°34′N 6°18′E / 35.567°N 6.300°E

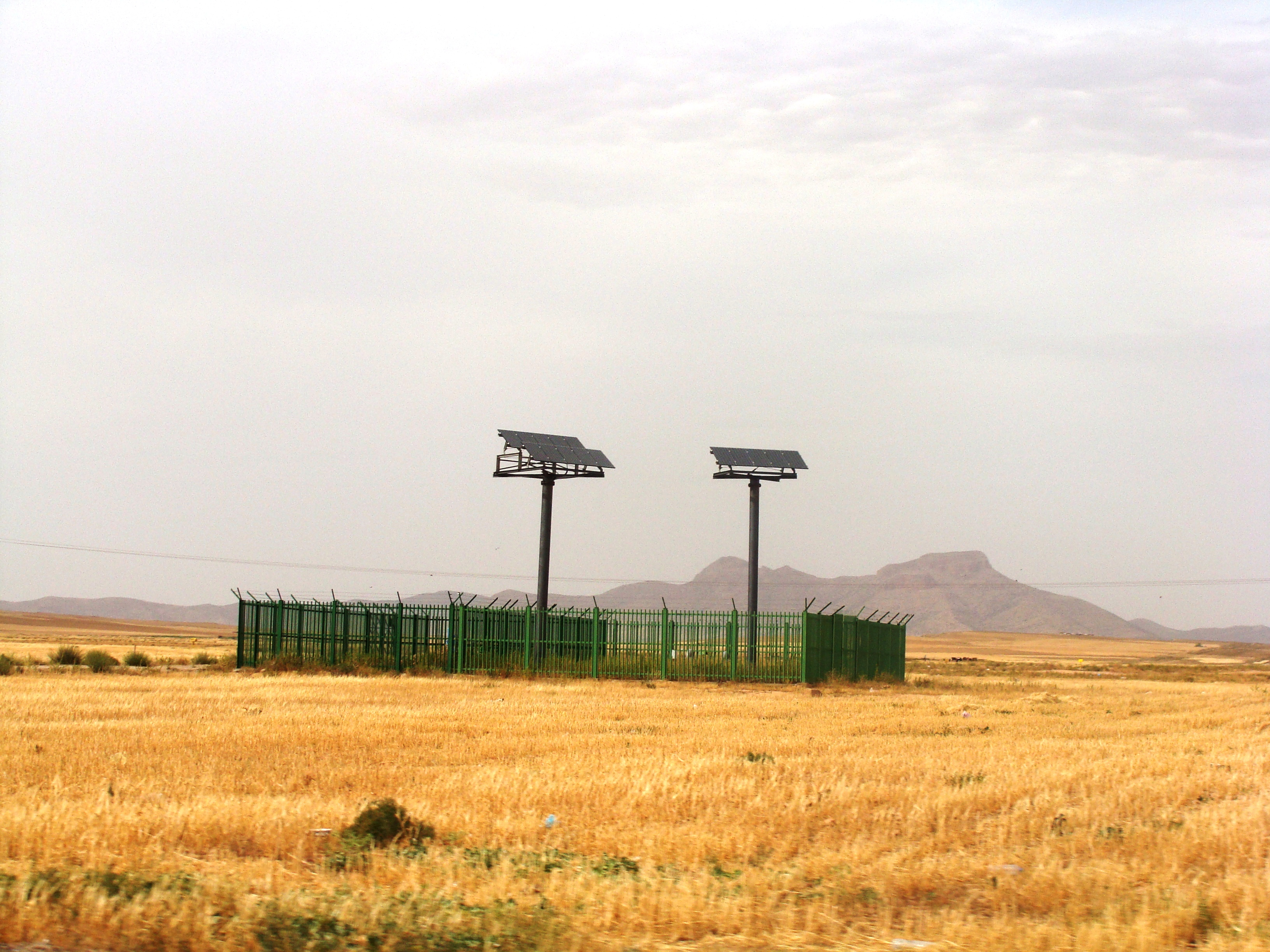
艾因賈塞爾

艾因賈塞爾（阿拉伯语：‎），是阿爾及利亞的城鎮，位於該國東北部，由巴特納省負責管轄，是艾因賈塞爾區的首府，面積129平方公里，2008年人口15,704，人口密度每平方公里122人。